# Гагаріна Ганна Тимофіївна
Ганна Тимофіївна Гагаріна (Матвєєва) (20 грудня 1903, село Шахматово, Гжатський повіт, Смоленська губернія, Російська Імперія — 12 червня 1984) — мати Юрія Олексійовича Гагаріна, організатор Меморіального Будинку-музею Ю. О. Гагаріна.

## Біографія
Народилася 20 грудня 1903 року в селі Шахматово, Воробьйовської волості, Гжатського повіту (нині — Гагарінський район Смоленської області).

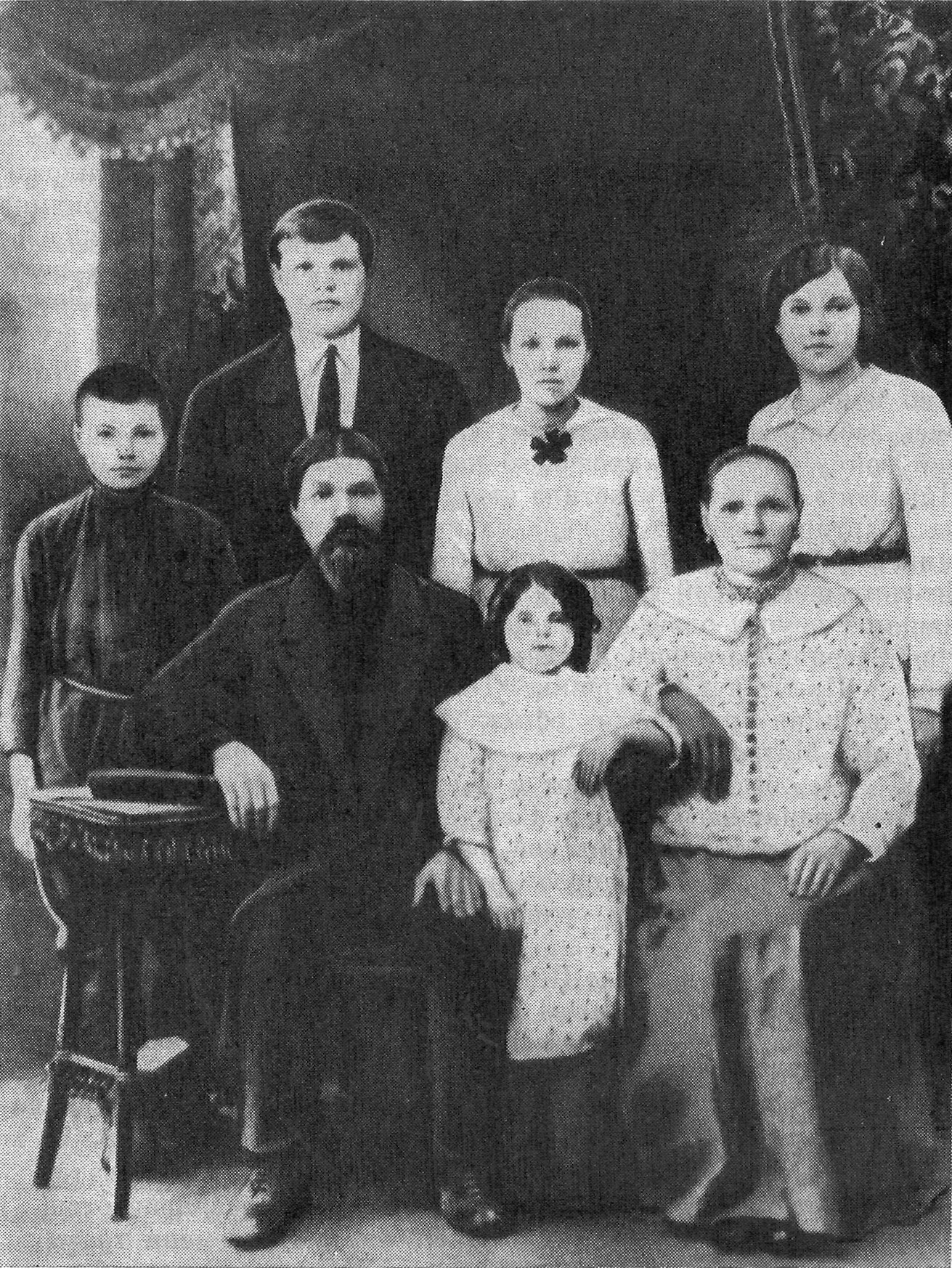
Путилівський робочий Тимофій Матвійович Матвєєв зі своєю дружиною Ганною Єгорівной і дітьми. У другому ряді (зліва направо): Микола, Сергій, Ганна (майбутня мати Гагаріна, стоїть з темною квіткою), Марія; в першому ряду — Ольга.

В сім'ї було 14 дітей, а в живих залишилося п'ять.
У 1906 році Матвєєви поїхали в Петербург, прожили там до 1917 року.
Батько, Тимофій Матвійович Матвєєв (1871-1918), працював на Путилівському заводі в Санкт-Петербурзі, мати — Ганна Єгорівна Матвєєва (1875-1922) заробляла пранням білизни.
Під час Першої світової війни, батько став інвалідом.
Навчалася в Путилівському училищі, там вчили краснопису, російської мови, природознавства, закону Божому, навчали правилам доброго тону, домоводству, шиттю і в'язанню.
Старша сестра Марія вступила в Путилівсько-Юр'ївський партизанський загін санітаркою, старший брат Сергій (1899-1922) разом з іншими путилівцями записався в Червону гвардію.
Після революції повернулися в село Шахматово, в 1922 році від тифу помер брат Сергій, через дев'ять днів померла мати, в 19 років Ганна залишилася з двома дітьми.
У листопаді 1923 року вийшла заміж за Олексія Гагаріна, сина селянина з села Клушина неподалік від Гжатська.
Незабаром з'явилися діти: первісток Валентин народився в 1925 році, дочка Зоя — 1927, Юрій — 1934, Борис — в 1936 році.
Спочатку працювала в полі і теплиці, а потім дояркою і завідувачкою свиноферми.
У 1946 році переїхала з сім'єю в Гжатськ. Після смерті сина Юрія написала такі книги, як «Пам'ять про сина» і «Пам'ять серця».
Померла 12 червня 1984 року.
Похована на Предтеченському кладовищі в Гагаріні поруч з чоловіком і синами Борисом і Валентином, і дочкою Зоєю.

### Пам'ять
У 2001 році в Гагаріні біля будинку, де жила Ганна Тимофіївна зі своєю сім'єю їй встановлено пам'ятник.
У травні 2008 року був затверджений почесний знак «Материнська слава» імені Ганни Тимофіївни Гагаріної, яким нагороджуються матері, які народили або усиновили четвертого чи наступного з дітей.

## Нагороди
- Орден Трудового Червоного Прапора (24.12.1973 р.)[2]
- Орден Дружби народів (19.12.1983 р.),
- Знак Пошани
- Золота медаль імені Ю.О. Гагаріна,
- медаль «Ветеран праці»
- Медаль «За доблесну працю (За військову доблесть). В ознаменування 100-річчя з дня народження Володимира Ілліча Леніна»
- Почесний громадянин міста Гагаріна (1969).[4]

## Книги
- 1983, 1986 — Слово о сыне
- 1986 — Память сердца